# Cyberduck
O Cyberduck é um cliente gráfico livre de código aberto de FTP, SFTP, WebDAV e Amazon S3 para Mac OS X licenciado sobre GPL. Ele suporta Ftp://TLS (FTP secured over SSL/TLS), usar AUTH TLS bem como o upload e download pelo método de arrastar-e-soltar e é habilitado para sincronizar arquivos e diretórios. Ainda é possível abrir editores de textos externos. Conta também com uma interface gráfica bem fácil de usar.
Há disponível na página do Cyberduck um widget para o dashboard do Mac OS X.
Suporta o idioma Português. O programa existe desde 2003(usando Cocoa) e é escrito por David V. Kocher. O projeto é hospedado pela Universidade de Zurique, na Suíça.

## Recursos
- Protocolos suportados: FTP, FTP/TLS (FTP secured over SSL/TLS), SFTP (SSH Secure File Transfer),  WebDAV (Web-based Distributed Authoring and Versioning) e Amazon S3 (Amazon Simple Storage Service).
- Suporta AppleScript, busca de serviços Bonjour na rede local e Keychain (Chaveiro do Mac OS X) e Spotlight.
- Suporta integração com editores de textos externos como: SubEthanEdit, BBEdit, TextWrangler, Text Edit Plus, TextMate, mi, Smultron, JeditX, CotEditor, sEdit, PageSpinner, CSSEdit, skEdit e Tag.
- Suporta notificações via Growl.
- Suporta Quicksilver.
- Suporta sincronismo com iDisk do .Mac.
- Suporta integração com o Quick Look no Mac OS X v10.5 Leopard[3]
- Gerenciador de favoritos e navegador.
- Permissões: modifique permissões em arquivos múltiplos

## Requerimentos de sistema
- Macintosh equipado com Mac OS X 10.4 ou superior. Para Mac OS X v10.3.9 e anteriores no changlelog da página é possível obter versões anteriores.[1]
- Binário universal